# Курцев, Александр Сергеевич
Александр Сергеевич Курцев (укр. Олександр Сергійович Курцев; род. 26 сентября 2002) — украинский футболист, полузащитник клуба «Джюгас».

## Карьера

### «Метта»
Начинал заниматься футболом в академии донецкого «Шахтёра». Затем прошёл академии «Олимпия-Азовсталь», запорожского «Металлурга». В 2020 году присоединился к харьковскому «Авангарду», вместе с которым принимал участие в чемпионате Харьковской области. В 2021 году присоединился к харьковскому клубу «Металлист 1925», где выступал на юношеском уровне. В марте 2023 года на правах свободного агента присоединился к латвийскому клубу «Метта». Дебютировал за клуб 18 марта 2023 года в матче против клуба «Ауда», выйдя на замену на 65 минуте. Своим дебютным забитым голом за клуб отличился 7 апреля 2023 года в матче против «Даугавпилса». По итогу сезона вместе с клубом завершил чемпионат на итоговом предпоследнем месте, отправившись в стыковые матчи, где победили клуб «Скансте», сохранив прописку в высшем дивизионе. Всего за сезон успел отличиться 3 забитыми голами и 2 голевыми передачами.
В начале 2024 года приступил к подготовке к сезону с латвийским клубом. Новый сезон в клубе начинал на скамейке запасных. Первый матч за клуб в новом сезоне сыграл 13 апреля 2024 года против клуба «Гробиня», выйдя на замену на 86 минуте. Своим первым забитым голом в сезоне отличился 25 июня 2024 года в матче против клуба «Лиепая». В дальнейшем вновь смог закрепиться в основной команде клуба, до этого преимущественно выходя на замену, став чаще выходить на поле в стартовом составе. По итогу сезона вместе с клубом завершил чемпионат на итоговом седьмом месте. За сезон украинец отличился 3 забитыми голами в рамках чемпионата. В январе 2025 года покинул клуба в связи с окончанием срока действия контракта. Всего же за 2 проведённых сезона в клубе футболист отличился 6 забитыми голами и 2 голевыми передачами.

### «Джюгас»
В январе 2025 года на правах свободного агента присоединился к литовскому клубу «Джюгас», подписав контракт до конца сезона. Дебютировал за клуб 8 марта 2025 года в матче против клуба «Кауно Жальгирис», выйдя на замену на 72 минуте, также отличившись дебютными забитыми голами, оформив дубль. Своим очередным забитым дублем за клуб отличился 29 апреля 2025 года в матче Кубка Литвы против клуба «Цементининкас». В матче 26 июня 2025 года против клуба «Ритеряй» вновь отличился забитым дублем.